# Thynnichthys cochinensis
Thynnichthys cochinensis és una espècie de peix cipriniforme de la família dels ciprínids.